# سور تيماء
سور تيماء أو سور تيماء القديم، هو سور يحيط بمدينة تيماء القديمة من الجهات الغربية والجنوبية والشرقية عدا الجهة الشمالية التي تشغلها الأرض الملحية المعروفة بالسبخة. يبلغ طول السور أكثر من 10 - 15 كيلومتر، وهو مشيد من الحجارة واللبن والطين، ويبلغ ارتفاعه حاليًا في بعض الأجزاء أكثر من عشرة أمتار، ويقل ارتفاعه في بعض الأجزاء حتى يصل إلى المتر الواحد تقريبًا. عرض السور يتراوح بين المتر والمترين، وهو أطول أسوار الجزيرة العربية، ومن أقدم الأسوار الأثرية في العالم؛ يعود تاريخ بنائه إلى الألفية الأولى قبل الميلاد، لكن الأبحاث العلمية الحديثة أظهرت أن تاريخ بنائه يعود إلى الألفية الثانية قبل الميلاد.

## بناء السور
بنى الملك البابلي نبوتيد سور مدينة تيماء، وذلك بعد احتلاله للمدينة في منتصف القرن السادس قبل الميلاد.

## وصف السور
السور هو الجزء الذي يحيط بتيماء من جهتها الغربية، ويبدأ من وسط السبخة ويتجه غرباً ثم يلتف بشكل دائري حول منطقة قصر الحمرا، ثم يتجه جنوباً ويستمر حتى يقطعه الطريق المعبد (طريق تيماء – تبوك)، ورغم استمراره إلا أن الجزء المحيط بمنطقة قرية يعرف بسور السموأل، ويبدأ من تقاطع السور مع طريق تيماء – تبوك ويستمر شمالاً حتى تنتهي منطقة قرية الأثرية، حيث يلتف حولها متجهاً ناحية الشرق فالشمال ثانية، ثم نجد الدائري الشرقي الذي يتجه شرقاً ويميل قليلاً نحو الشمال حتى يشمل منطقة عين العميم الأثرية ليلتف حولها ويتجه ناحية الغرب حتى يقترب من طرف السور الشمالي (وسط السبخة)، ثم ينتهي أو يختفي بالسبخة.
يقطع السور هذه المسافة بطول 12 كيلومتر تقريباً، ويبلغ ارتفاع المتبقي منه في بعض الأجزاء أكثر من عشرة أمتار لكنه يقل إلى الخمسة في بعض الأجزاء، في حين نجدها تقل عن ذلك في بعضها ربما وصلت إلى مستوى سطح الأرض (وإن كانت أجزاء قليلة جداً منه) وخاصة بمنطقة السبخة والدائري الشرقي. أما عرض السور فيختلف أيضاً من مكان لآخر، فتجده في أماكن متراً وفي أماكن أخرى أقل من متر وفي أماكن ثالثة أكثر من متر. ويقل عرضه عن بعض الأجزاء إلى المترين.

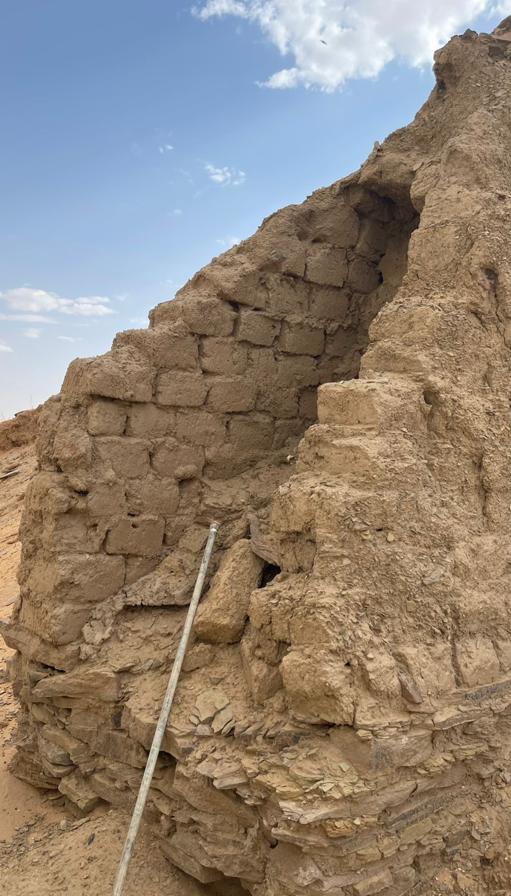
صورة تبين سمك سور تيماء التاريخي في الجزء الجنوبي في محافظة تيماء

## أهمية السور
تعتبر مدينة تيماء من أقدم المدن تاريخاً، ومن المعالم الرئيسية سور المدينة الأثري والمباني الأثرية وبئر هداج، وكانت مدينة تيماء مصيف للقوافل في عصر الحضارة البابلية قبل حوالي 4000 سنة، وقد اتخذها أحد ملوك بابل مصيفاً له، المدينة كانت تقع في الطريق بين وادي الرافدين وسورية، أي في المنطقة التي شهدت اجتياح القوات العسكرية الآشورية لسورية، ومؤامرات ملك دمشق وأحلافه ضد الآشوريين، وهو صراع نعرفه من عدد من النصوص الآشورية، وظل مستمرا بشكل أو بآخر في عهد الدولة البابلية الحديثة التي اتخذ آخر ملوكها وهو نابونائيد، من تيماء مقرا له حين اضطربت الأمور في بابل. يحيط بالمدينة سور عظيم من جميع الجهات ما عدا الجهة الشمالية حيث المرتفعات وتوجد معظم الآثار القديمة داخل هذا السور.
كانت الأسوار لا تُشيّد حول المدن إلا لاستخدامها كخط دفاع ضد الحملات والغزوات، والسور بضخامته وطوله يدل على أهمية المدينة واحتمالية تعرضها لغزوات وبالتالي ضرورة حمايتها وحماية سكانها، وعند التعامل ودراسة آثار مدينة تيماء وتاريخها يستدل أنها كانت مطمعاً وموقعاً مهماً لمحاولة السيطرة عليه من قبل القوى الكبرى آنذاك، أمر آخر حول أهمية السور تتمثل في تسخير المواد الطبيعية التي تزخر بها تيماء، والتي مكَّنت من تأمين مواد هذا السور العظيم.
تختلف مادة بناء السور من جزء لآخر، ولكن الصفة الغالبة هي الحجارة منها الكبيرة ومنها المتوسطة الحجم، واستخدمت حجارة متنوعة التركيب منها الحجارة الرملية الصلبة ومنها الحجارة الرملية الهشة نسبياً، وفي أجزاء أخرى كان السور قد شيد من اللبن الطيني المكسي بطبقة من الطين بأحجار مختلفة الأحجام، على أن الأجزاء السفلى كانت دوماً من الحجارة القوية والضخمة، وربما كانت الأجزاء الطينية والتي جاء معظمها مرافقاً للحجارة الهشة في بناء الجدار إنما جاءت في فترة لاحقة، أما طريقة البناء فقد جاءت على شكل مداميك، وصُف بشكل دقيق وبأجزاء طويلة منفصلة واتخاذه أشكالاً دائرية وتداخلات هندسية رغبة في تقويته، وفي بعض الأجزاء هناك فجوات أُعدت للمدافعين.

## بوابات السور
تم التعرف على موقعين كأماكن مرجحة لبوابات السور، وذلك في الجهة الغربية من السور، ويبلغ عرض كل بوابة 12 متراً، البوابة الأولى تقع البوابة الأولى على مسافة حوالي 500 متر إلى الجنوب الغربي من قصر الحمرا، بينما تقع الأخرى على بعد حوالي 170 متراً إلى الجنوب الغربي من قصر الرضم. يعتقد أن السور يحتوي على ثلاث بوابات أخرى تقع على امتداد الجوانب الباقية لجدار المدينة في الجهة الجنوبية والشرقية، الأولى تقع في الجهة الجنوبية للسور على بعد حوالي 300 متراً جنوب برج بدر بن جوهر ويبلغ عرضها 10.8 أمتار. أما البوابة الثانية فتقع إلى الجنوب من البوابة الأولى في الجدار نفسه على بعد حوالي 100 متر (شرق طريق المدينة المنورة – تيماء المُعبد) ويبلغ عرضها 8.5 أمتار، والبوابة الثالثة ترى بوضوح في الجهة الشرقية من السور، ويبلغ اتساعها 5.8 أمتار. يحوي السور في أكثر أجزائه وخاصة جهته الغربية والجنوبية العديد من المنشآت منها ما عُرف ومنها الكثير لا يزال مغطى بالرمال ضمن جهات السور، لكنها منشآت مؤكدة الوجود، وما هو معوف ومؤكد هو وجود الأبراج التي تتركز في الجهة الغربية الجنوبية من السور وتحديداً هو منطقة قرية إذ يمكن تمييز سبعة أبراج تعلو السور.

## أجزاء أُخرى

### السور الداخلي
السور الداخلي يختص بمنطقتي قرية وقصر الحمرا، وهو سور يبعد عن السور الخارجي بحوالي 100 متر إلى الداخل، ورغم أنه متقطع في منطقة الحمراء إلا أنه واضحاً في منطقة القريّة وبارتفاع يصل إلى خمسة أمتار.

### الأبراج
إلى جانب الأسوار تشكل الأبراج مظهراً دفاعياً مهماً، وتتوفر في مختلف جهات تيماء الأربع ومن أهمها: منطار بني عطية: مبنى مربع الشكل مساحته 9 أمتار. استخدم كبرج للمراقبة ويحوي عدداً من النقوش الثمودية التيمائية والكوفية. برج بدر بن جوهر: مبنى دائري الشكل يعلوه تل أثري على شكل جبل يرتفع حوالي 15 متر عن سطح الأرض وقطره حوالي 2.7 سم، ويأتي وسط المنطقة المعروفة بقريَّة، ويعتبر البرج الوحيد حتى الآن الموجود داخل السور، يحتل البرج أعلى نقطة في المنطقة ويقوم البرج على جبل رملي، والبرج مشيد أصلاً لمراقبة المنطقة الجنوبية الغربية من تيماء. برج رجم فهاد: هو برج مراقبة يعلو السور من زاويته الجنوبية الغربية من جهة موقع قريَّة.

## بعثة آثار
منذ عام 2004 تم إحراز تقدم هائل في فك رموز النشأة الثقافية في واحة تيماء الواقعة غرب المملكة العربية السعودية، وذلك بسبب تحقيقات وأبحاث مشتركة بين معهد الآثار الألماني المتمثل في معهد برلين، وبين الهيئة العامة للسياحة والتراث الوطني في المملكة العربية السعودية، وقسم الآثار والنقوش بجامعة الملك سعود بالرياض. البحوث الأثرية لا تزال تعاني من نقص في التسلسل الزمني المطلق في المباني التي شملتها الدراسة، ويهيمن على نمط الإنشاءات القديمة في تيماء نظام سور المدينة البارز المحيط بوسط المدينة القديمة المسماة بالقريَّة، يمتد السور على مسافة 15 كيلومترا حول واحة تيماء.
هيكل السور الداخلي يشير إلى العديد من فترات البناء، وإلى العديد من مراحل تعديل جدار السور، ومراحل امتداد البناء بأكمله. وحتى الآن ووفقا للشظايا المفحوصة من طوب الطين ومن القطعة (14C) المأخوذة من منطقة الحفر المركزي، فإن تاريخ البناء الأولية لجدار السور بين أواخر الألفية الثالثة قبل الميلاد وبدلية الألفية الثانية قبل الميلاد.

## انظر ايضاً
- تيماء

## وصلات خارجية
- سور تيماء الأثري بناء عظيم يؤرخ لـ4 آلاف عام حضارة.